# Herennia deelemanae
Espèce
Statut de conservation UICN

 DD  : Données insuffisantes
Herennia deelemanae est une espèce d'araignées aranéomorphes de la famille des Araneidae.

## Distribution
Cette espèce est endémique du Sabah en Malaisie,.

## Description
Le mâle holotype mesure 3,0 mm et la femelle paratype mesure 8,2 mm.

## Systématique et taxinomie
Cette espèce a été décrite par Kuntner en 2005.

## Étymologie
Cette espèce est nommée en l'honneur de Christa Laetitia Deeleman-Reinhold.

## Publication originale
- Kuntner, 2005 : « A revision of Herennia (Araneae:Nephilidae:Nephilinae), the Australasian coin spiders. » Invertebrate Systematics, vol. 19, no 5, p. 391–436.